# Sollia
Sollia is een dorp in de Noorse gemeente Stor-Elvdal in fylke Innlandet. Sollia was tot 1965 een zelfstandige gemeente die tot 1890 deel was van fylke Oppland.
Het dorp ligt langs fylkesvei 229 in het noordwesten van de gemeente. De houten kerk dateert uit 1738 en is daarmee de oudste kerk in Stor-Elvdal.